# علی یکم ادریسی
علی بن محمد بن ادریس (عربی: علی بن محمد بن إدریس)، چهارمین سلطان ادریسی مراکش پس از پدرش محمد بود. او در نُه سالگی بر تخت نشست و پس از دوازده سال حکومت، درگذشت. پس از او برادرش یحیی بر تخت نشست.